# Huez
Huez (prononcer [ɥɛz]) est une commune française située dans le département de l'Isère en région Auvergne-Rhône-Alpes.
Ce village de haute montagne,(de 1560 à 1860 mètres d’altitude accroché sur les pentes  du massif des Grandes Rousses, héberge deux anciens sites miniers, le site archéologique de Brandes et la mine de l'Herpie qui fut la plus haute mine de charbon d'Europe.
La commune est également connue pour héberger la station de sports d'hiver de L'Alpe d'Huez et son vaste domaine skiable, partagé avec d'autres communes.
Ses habitants sont dénommés les d’Huizats.

## Géographie

### Situation et description

Situation de la commune d'Huez dans l'Oisans

Cette commune, située dans le sud-est du département de l'Isère, est essentiellement constituée de deux ensembles urbains séparés en taille et altitude : un village et une grande station de ski aux multiples résidences secondaires.
Son territoire se positionne entièrement dans une zone de haute montagne dénommée massif des Grandes Rousses à cheval sur l'Isère et la Savoie, et appartenant à un domaine montagneux très vaste des Alpes occidentales, plus connu sous le vocable régional d'Oisans.

### Communes limitrophes
Bien que proche de la commune du Bourg-d'Oisans, la commune d'Huez en est séparée par une bande de territoire rattachée à la commune de La Garde.

### Géologie
Le massif des Grandes Rousses où se positionne la commune d'Huez se situe au centre d'un ensemble de massifs cristallins des Alpes externes. Ceux-ci constituent des blocs de l'ancien socle hercynien métamorphique (gneiss, micaschiste, migmatite) qui ont basculé au cours du Jurassique lors du rifting ayant donné naissance à la Téthys.

#### Sites géologiques remarquables
Deux sites :
- Les « ripple-marks, failles et blocs basculés des Lacs Bessons » sont un site géologique remarquable de 55,12 hectares qui se trouve sur les communes de Huez (au lieu-dit Lac Besson) et Oz-en-Oisans. En 2014, ce géosite d'intérêt tectonique, est classé « trois étoiles » à l'« Inventaire du patrimoine géologique »[2].
- Le Lac Besson abrite des hémigrabens[3].

### Climat
Pour des articles plus généraux, voir Climat d'Auvergne-Rhône-Alpes et Climat de l'Isère.
En 2010, le climat de la commune est de type climat de montagne, selon une étude du Centre national de la recherche scientifique s'appuyant sur une série de données couvrant la période 1971-2000. En 2020, Météo-France publie une typologie des climats de la France métropolitaine dans laquelle la commune est exposée à un climat de montagne ou de marges de montagne et est dans la région climatique  Alpes du nord, caractérisée par une pluviométrie annuelle de 1 200 à 1 500 mm, irrégulièrement répartie en été. 
Pour la période 1971-2000, la température annuelle moyenne est de 6,6 °C, avec une amplitude thermique annuelle de 15,1 °C. Le cumul annuel moyen de précipitations est de 1 218 mm, avec 8,9 jours de précipitations en janvier et 7,8 jours en juillet. Pour la période 1991-2020, la température moyenne annuelle observée sur la station météorologique installée sur la commune est de 5,1 °C et le cumul annuel moyen de précipitations est de 994,8 mm,. Pour l'avenir, les paramètres climatiques de la commune estimés pour 2050 selon différents scénarios d'émission de gaz à effet de serre sont consultables sur un site dédié publié par Météo-France en novembre 2022.
| Mois                                  | jan.           | fév.           | mars           | avril          | mai           | juin          | jui.          | août          | sep.          | oct.          | nov.           | déc.           | année      |
| ------------------------------------- | -------------- | -------------- | -------------- | -------------- | ------------- | ------------- | ------------- | ------------- | ------------- | ------------- | -------------- | -------------- | ---------- |
| Température minimale moyenne (°C)     | −5,5           | −6,3           | −3,9           | −1             | 3             | 6,7           | 8,7           | 9,1           | 5,6           | 2,9           | −1,7           | −4,5           | 1,1        |
| Température moyenne (°C)              | −1,8           | −2,1           | 0,1            | 2,8            | 7             | 10,9          | 13,2          | 13,4          | 9,7           | 6,7           | 1,9            | −0,9           | 5,1        |
| Température maximale moyenne (°C)     | 2              | 2              | 4,2            | 6,5            | 11            | 15,1          | 17,7          | 17,7          | 13,7          | 10,5          | 5,5            | 2,8            | 9,1        |
| Record de froid (°C) date du record   | −21,8 27.01.05 | −25,2 05.02.12 | −19,6 07.03.05 | −13,1 07.04.08 | −10 06.05.19  | −5,9 02.06.06 | −0,4 15.07.16 | −0,4 31.08.10 | −7 27.09.20   | −12 29.10.12  | −17,6 27.11.10 | −19,2 20.12.09 | −25,2 2012 |
| Record de chaleur (°C) date du record | 15,5 13.01.07  | 14,4 03.02.07  | 14 18.03.1993  | 18,9 08.04.11  | 24,1 22.05.22 | 28,6 27.06.19 | 29,5 18.07.23 | 29,3 24.08.23 | 25,6 05.09.06 | 21,4 02.10.23 | 19,7 12.11.15  | 14 12.12.1994  | 29,5 2023  |
| Précipitations (mm)                   | 84,2           | 62,9           | 74             | 60,5           | 84,2          | 82,3          | 73,7          | 83,6          | 84,3          | 96,9          | 107,9          | 100,3          | 994,8      |

### Hydrographie

#### Cours d'eau
La Sarenne est le principal cours d'eau de la commune. Ce torrent prend sa source au glacier de Sarenne, un petit glacier de 1 km2 et de 70 m d'épaisseur situé près de l'Alpe d'Huez, passe en contrebas du bourg avant d'aller se jeter dans la Romanche près du Bourg-d'Oisans
Le torrent du Rif Bruyant (ou Brillant), d'une longueur de 6 km de longueur est un de ses principaux affluents.
Le torrent du Rieu de l'Alpe, d'une longueur de 2 km de longueur, se jette dans la Sarenne après avoir passé la cascade de la Piche visible depuis la route et situé en contrebas du bourg.

#### Lacs
Le Lac Blanc, le lac Besson et le lac Noir, tous situés dans le massif des Grandes Rousses à plus de 2000 mètres d'altitude, gelés l'hiver, sont des lacs glaciaires.

### Voies de communication

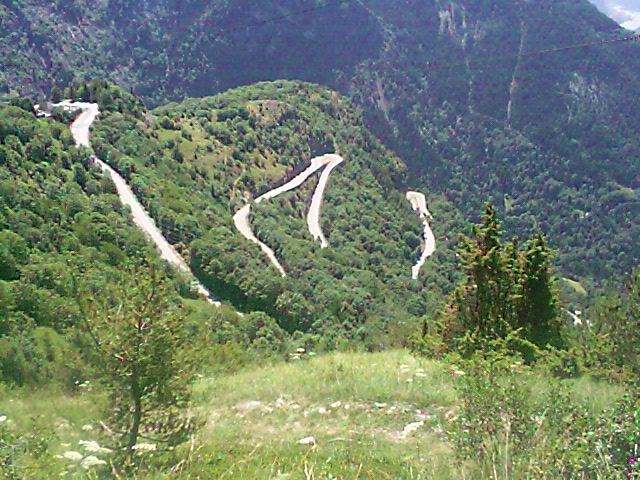
La RD 211

La route départementale 211 (RD211), principale route d'accès depuis la vallée, bien connue des amateurs de cyclisme avec ses célèbres 21 virages numérotés, permet de relier l’Alpe d’Huez à Huez et au Bourg d’Oisans,
La route départementale 211b (RD211b) permet de relier le village d’ Huez à celui de Villard-Reculas.

### Transport
La commune héberge un altiport qui dispose d’une piste bitumée orientée nord-est/sud-ouest. Il est utilisé pour le secours en montagne, le transport sanitaire, ainsi que pour la pratique d’activités de loisirs et de tourisme (aviation légère).
Les autocars du réseau interurbain de l'Isère, plus connu sous l'appellation Transisère, dessert régulièrement la station de l'Alpe d'Huez.

## Urbanisme

### Typologie
Au 1er janvier 2024, Huez est catégorisée bourg rural, selon la nouvelle grille communale de densité à sept niveaux définie par l'Insee en 2022.
Elle est située hors unité urbaine et hors attraction des villes,.

### Occupation des sols
L'occupation des sols de la commune, telle qu'elle ressort de la base de données européenne d’occupation biophysique des sols Corine Land Cover (CLC), est marquée par l'importance des forêts et milieux semi-naturels (90 % en 2018), en diminution par rapport à 1990 (91,2 %). La répartition détaillée en 2018 est la suivante : 
milieux à végétation arbustive et/ou herbacée (45,8 %), espaces ouverts, sans ou avec peu de végétation (39,2 %), forêts (5 %), espaces verts artificialisés, non agricoles (4,4 %), zones urbanisées (3,2 %), prairies (2,4 %). L'évolution de l’occupation des sols de la commune et de ses infrastructures peut être observée sur les différentes représentations cartographiques du territoire : la carte de Cassini (XVIIIe siècle), la carte d'état-major (1820-1866) et les cartes ou photos aériennes de l'IGN pour la période actuelle (1950 à aujourd'hui).

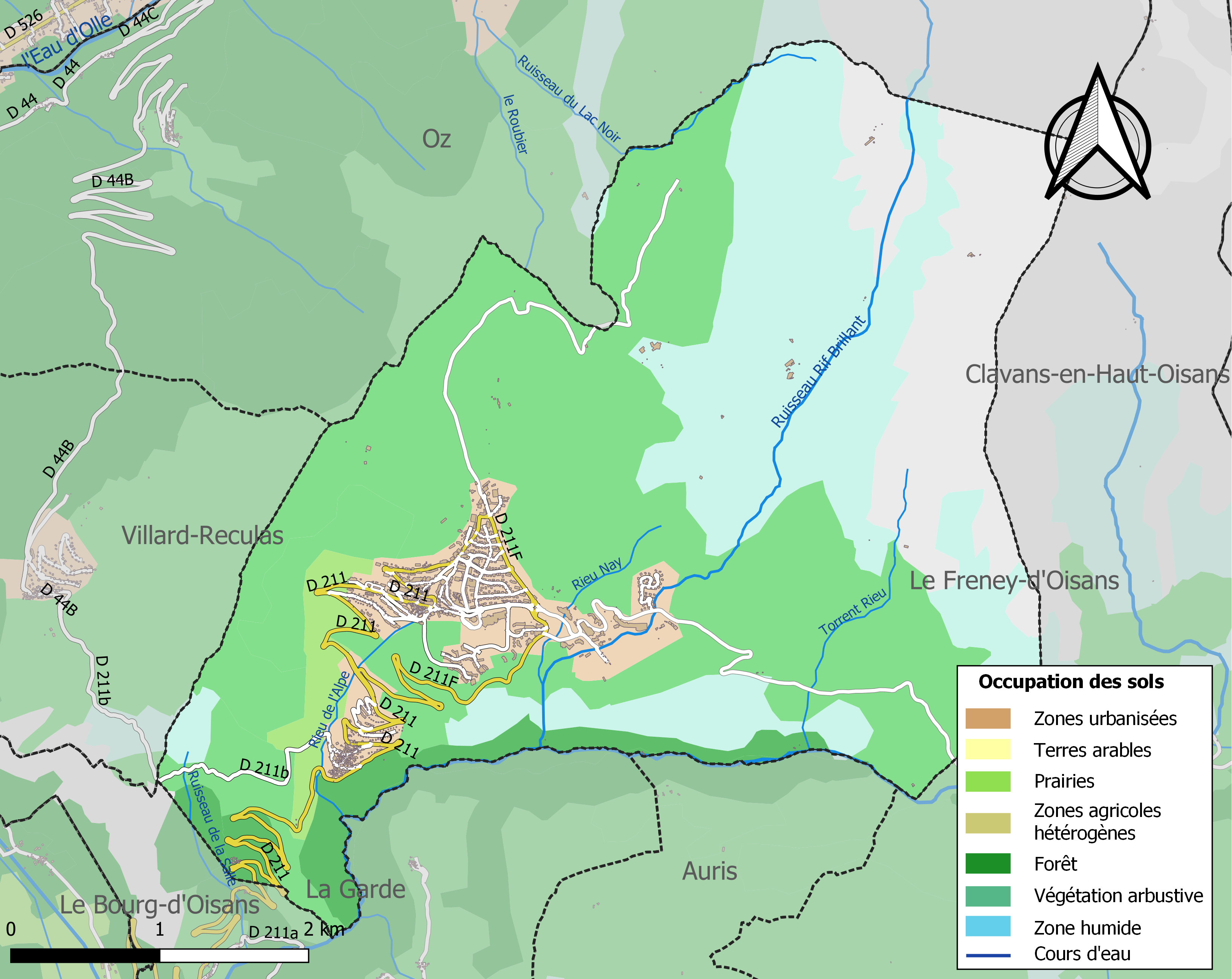
Carte des infrastructures et de l'occupation des sols de la commune en 2018 (CLC).

### Hameaux, lieux-dits et écarts
La commune héberge la station de sports d'hiver et d'été de l'Alpe d'Huez qui comprend le quartier historique du Vieil Alpe, ceux de L'éclose, du hameau des Bergers et le site archéologique de Brandes, ainsi que les quartiers du Maona et du Grand Broue situés pour leur part entre la station et le village d’Huez. Le hameau du Ribot est, quant à lui, situé un peu plus bas sur la RD211 depuis Le Bourg d’Oisans.

### Risques naturels et technologiques

#### Risques sismiques
L'ensemble du territoire de la commune de Huez est situé en zone de sismicité n°3, non loin la zone n°4 qui se situe au centre du département de l'Isère (vers Vizille et Grenoble).
| Type de zone | Niveau            | Définitions (bâtiment à risque normal) |
| ------------ | ----------------- | -------------------------------------- |
| Zone 3       | Sismicité modérée | accélération = 1,1 m/s2                |

#### Autres risques
Le territoire de la commune est également soumis à de forts risques d'avalanches et d'éboulements.
Le 9 février 1950, une avalanche balaie un des deux bâtiments miniers dans lequel dorment 14 mineurs dans le secteur de L'Herpie. En mars 2010, huit mètres cubes de rochers se sont détachés de la paroi avant de s'abattre sur la route départementale 211, à la hauteur du virage numéro 9 de la montée de l'Alpe-d'Huez mais n'a fait aucune victime humaine ou animale.

## Toponymie
L'Oisans, Huez et le village proche d'Oz-en-Oisans conservent le nom de la tribu celto-ligure qui habitait la région (vallées de la Romanche et du Vénéon) dans l'Antiquité : les Ucènes (Ucennii).

## Histoire

### Préhistoire et Antiquité
Durant l'Antiquité, le territoire d'Huez et l'ensemble des vallées de l'Oisans était occupées par le peuple peuple celto-ligure de la Gaule narbonnaise dénommé les Ucènes. Un fortin a été édifié à Brandes pour protéger l'accès par la voie romaine.

### Moyen-Âge
Au Moyen Âge, Huez fait partie du Dauphiné de Viennois, puis de la province du Dauphiné lors du rattachement de ce territoire au royaume de France.
L'homme a exploité la galène argentifère sur le secteur de Brandes (près de la station de l'Alpe d'Huez) du XIIe au XIVe siècle avant de l'abandonner après l'inondation des galeries en 1330. Le site est classé au titre des monuments historiques.

### Époque contemporaine
En 1858, un incendie ravage toutes les maisons du village : une étincelle , créée par l’activité d’un maréchal-ferrant à côté d'une maison, est emportée par le vent et enflamme le toit en chaume de l'habitation, le feu se propage très rapidement de bâtisse en bâtisse ; les 90 maisons brûlent, laissant les 450 habitants sans abri, leurs biens et leurs animaux calcinés ; deux personnes sont mortes en essayant de sauver une partie de leur argent.

## Politique et administration

### Administration municipale

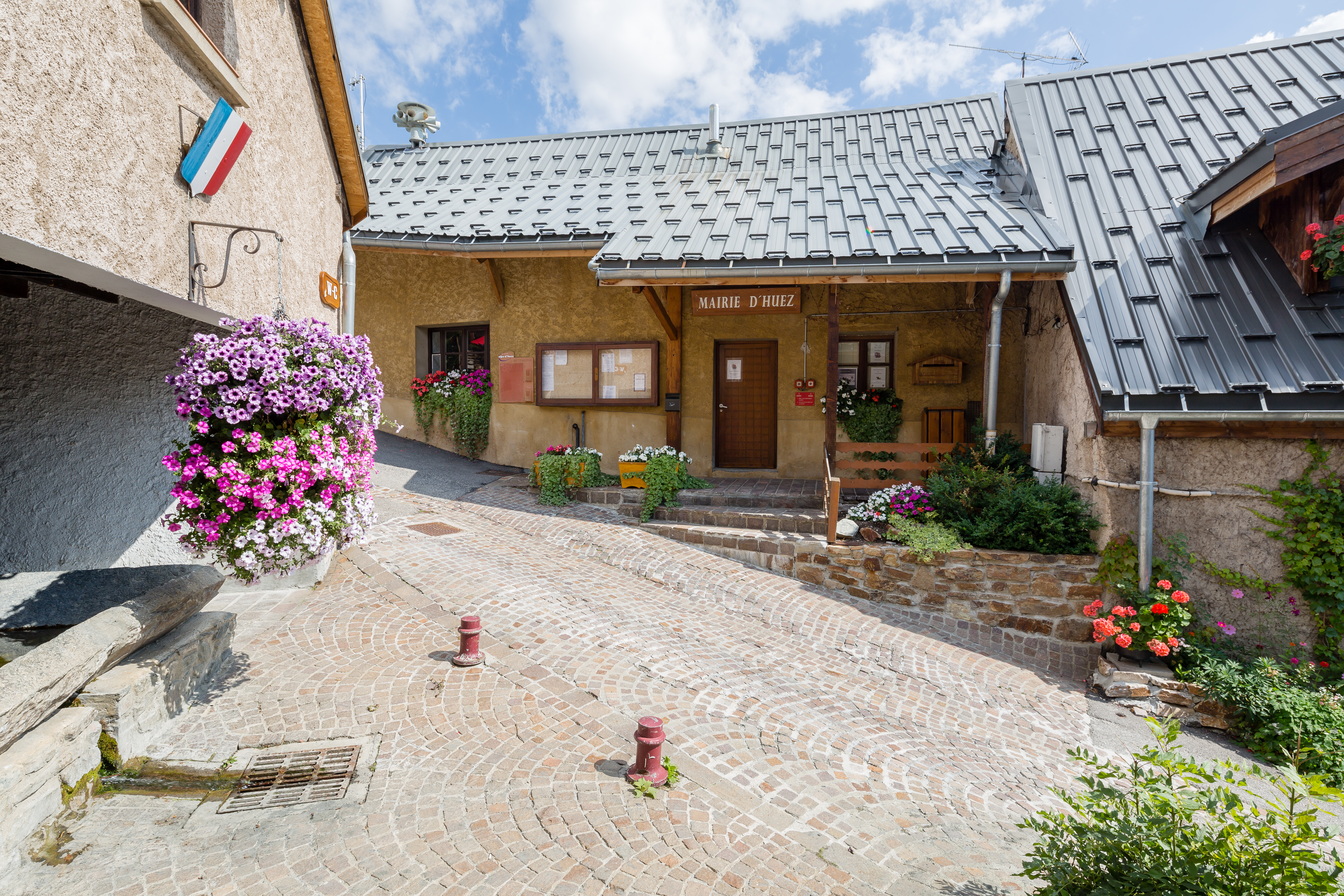
La mairie d’Huez.

Le conseil municipal de Huez est composé de quinze membres (dix hommes et cinq femmes) dont un maire et quatre adjoints au maire.

### Liste des maires
| Période                                  | Période  | Identité             | Étiquette | Qualité                                                    |
| ---------------------------------------- | -------- | -------------------- | --------- | ---------------------------------------------------------- |
| 1953                                     | 1965     | Clotaire Collomb     |           |                                                            |
| 1965                                     | 1977     | Raymond Mauchamps    |           |                                                            |
| 1977                                     | 1983     | Alain Arro           |           |                                                            |
| 1983                                     | 2001     | Jean-Guy Cupillard   | RPR       | Conseiller général du canton du Bourg-d'Oisans (1985-1998) |
| 2001                                     | 2008     | Eric Müller          |           |                                                            |
| 2008                                     | 2009     | Jean-Charles Faraudo |           |                                                            |
| 2009                                     | En cours | Jean-Yves Noyrey     | UMP-LR    |                                                            |
| Les données manquantes sont à compléter. |          |                      |           |                                                            |

### Jumelages
- La commune est jumelée avec  Bormio (Italie) depuis 2005[25]

## Population et société

### Démographie
L'évolution du nombre d'habitants est connue à travers les recensements de la population effectués dans la commune depuis 1793. Pour les communes de moins de 10 000 habitants, une enquête de recensement portant sur toute la population est réalisée tous les cinq ans, les populations de référence des années intermédiaires étant quant à elles estimées par interpolation ou extrapolation. Pour la commune, le premier recensement exhaustif entrant dans le cadre du nouveau dispositif a été réalisé en 2006.

En 2022, la commune comptait 1 264 habitants, en évolution de −2,99 % par rapport à 2016 (Isère : +3,07 %, France hors Mayotte : +2,11 %).
| 1793 | 1800 | 1806 | 1821 | 1831 | 1836 | 1841 | 1846 | 1851 |
| ---- | ---- | ---- | ---- | ---- | ---- | ---- | ---- | ---- |
| 368  | 353  | 407  | 406  | 465  | 479  | 424  | 455  | 485  |

| 1856 | 1861 | 1866 | 1872 | 1876 | 1881 | 1886 | 1891 | 1896 |
| ---- | ---- | ---- | ---- | ---- | ---- | ---- | ---- | ---- |
| 480  | 450  | 473  | 474  | 434  | 418  | 401  | 402  | 385  |

| 1901 | 1906 | 1911 | 1921 | 1926 | 1931 | 1936 | 1946 | 1954 |
| ---- | ---- | ---- | ---- | ---- | ---- | ---- | ---- | ---- |
| 372  | 372  | 353  | 330  | 301  | 269  | 270  | 482  | 331  |

| 1962 | 1968 | 1975  | 1982  | 1990  | 1999  | 2006  | 2011  | 2016  |
| ---- | ---- | ----- | ----- | ----- | ----- | ----- | ----- | ----- |
| 493  | 619  | 1 410 | 1 154 | 1 265 | 1 671 | 1 327 | 1 398 | 1 303 |

| 2021  | 2022  | - | - | - | - | - | - | - |
| ----- | ----- | - | - | - | - | - | - | - |
| 1 281 | 1 264 | - | - | - | - | - | - | - |

### Enseignement
La commune est rattachée à l'académie de Grenoble.
Le groupe scolaire Les Cimes, situé dans la station de l'Alpe d'Huez est l'école élémentaire publique de l'Alpe d’Huez.

### Équipements sportifs

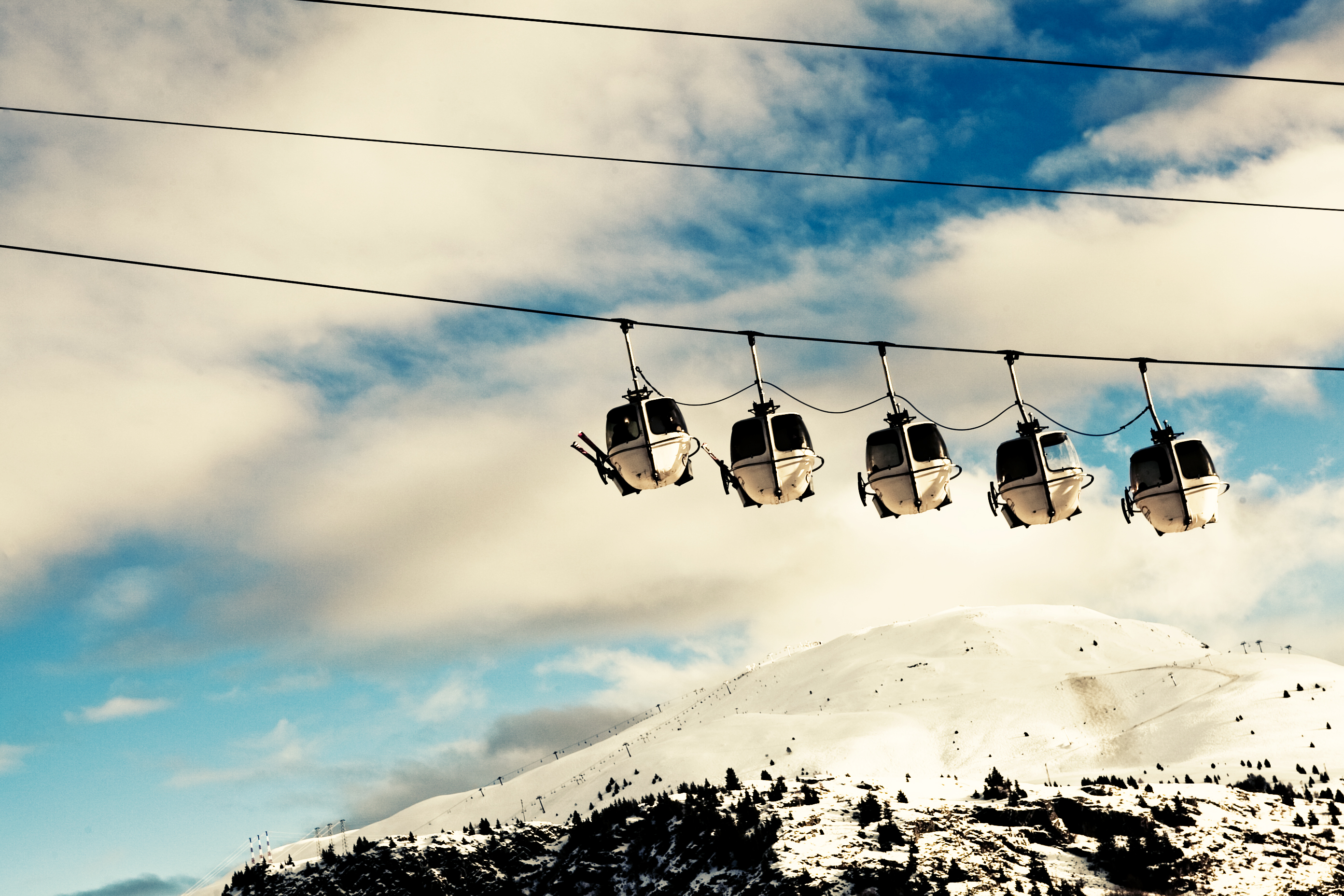
Les œufs (Poma) d'Huez

- Le domaine de Alpe d'Huez Grand Domaine Ski :

le domaine skiable est situé sur les communes  d'Huez, Auris-en-Oisans, La Garde-en-Oisans ,le Freney d’Oisans, Oz-en-Oisans, Vaujany et Villard-Reculas pour un total de 250 kilomètres de pistes de ski alpin et de 55 kilomètres de ski nordique. Le domaine comporte les plus grands dénivelés du monde avec quatre pistes de 2000 mètres chacune. Par ailleurs, la piste du Tunnel est mondialement connue pour appartenir au groupe très fermé des 10 pistes les plus difficiles du monde. Pour sa part, la piste de Sarenne est la plus longue d’Europe, avec ses 16 kilomètres de descente ininterrompue.
- Le golf

le golf de l'Alpe d'Huez comprend un parcours compact de neuf trous, un practice, un pro-shop, une aire d’entraînement au putting, deux bunkers et du rough

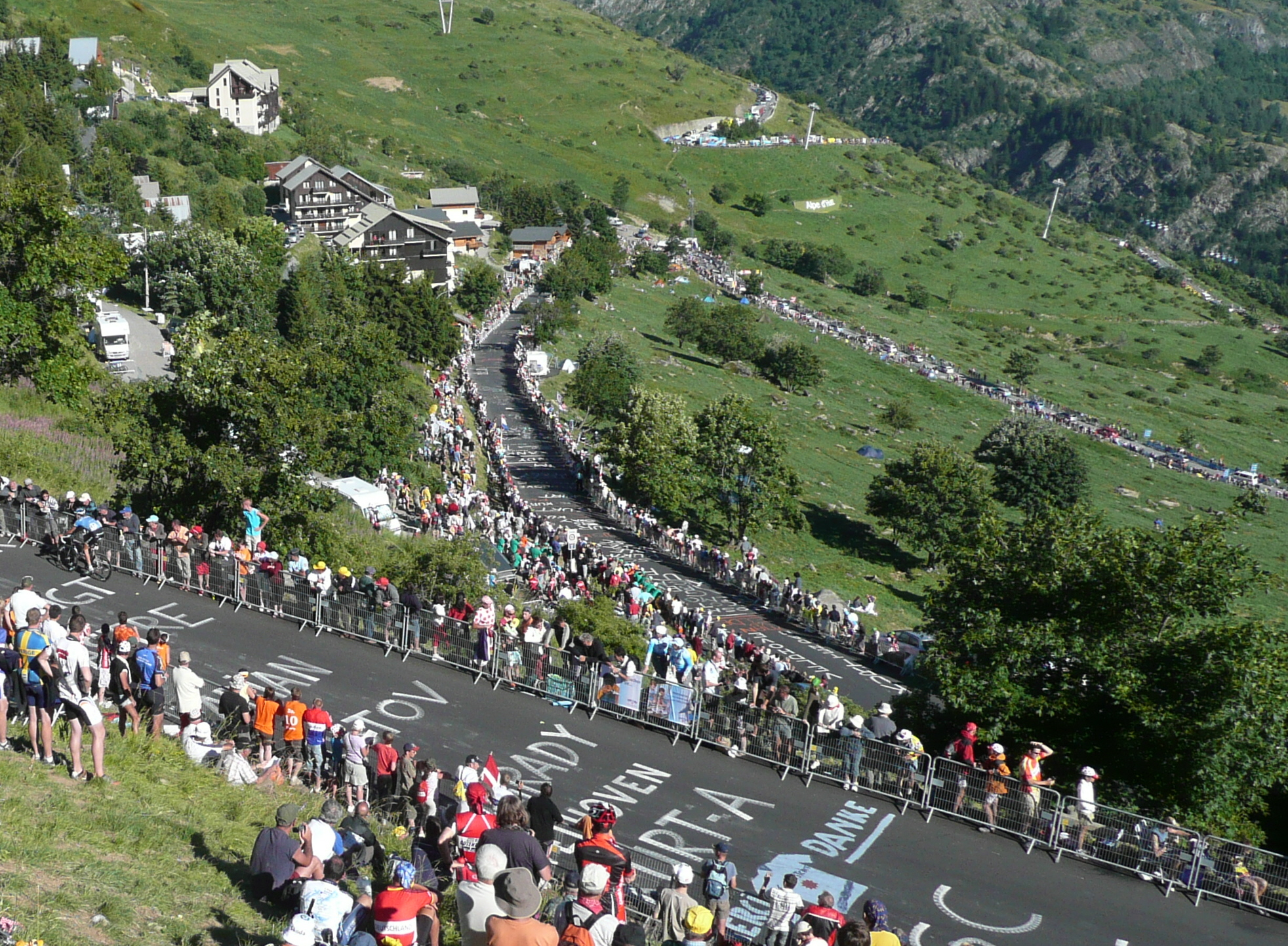
La montée de L'Alpe d'Huez durant le Tour de France.

- Épreuves cyclistes :

L’épreuve de La Marmotte, créée en 1983 est une référence mondiale parmi les courses Cyclosportives les plus difficiles. La montée de L'Alpe d'Huez est renommée, notamment durant certaines éditions du Tour de France ainsi que celle du Critérium du Dauphiné libéré.  Ces compétitions ont également emprunté la route du col de Sarenne en 2013. La Mégavalanche est quant à elle , la course de descente marathon la plus longue du monde et la plus célèbre dans le milieu du vélo de montagne.

### Équipements culturels
Le musée d'Huez et de l'Oisans est un musée de France qui présente depuis 2017 une maquette de la piste de bobsleigh utilisée lors des Jeux olympiques d'hiver de 1968. Un département est dédié au Maquis de l’Oisans pendant la Seconde Guerre Mondiale, et un autre aux anciennes exploitations minières. 
L’église Notre Dame des Neige accueille le plus haut orgue d’Europe en forme de main dressée vers le ciel, et dont l’acoustique est exceptionnelle.(des  concerts sont régulièrement donnés).

### Culte
À l'instar des autres communes de l'Oisans, la communauté catholique et les églises de de Sainte Anne d’Huez et de Notre Dame des Neige à l’Alpe d’Huez, dépendent de la paroisse Saint-Bernard-en-Oisans dont le presbytère est situé au Bourg-d'Oisans. Cette paroisse est, elle-même, rattachée au diocèse de Grenoble-Vienne.

### Médias
Historiquement, le quotidien régional Le Dauphiné libéré qui consacre, chaque jour, y compris le dimanche, dans son édition Isère Sud, un ou plusieurs articles à l'actualité de la communauté de communes, du canton, ainsi que des informations sur les éventuelles manifestations locales.

## Économie
La principale activité économique de la commune est le tourisme. Cette activité est liée à la présence de la station de ski de L'Alpe d'Huez et de son domaine avec 250 km de pistes, de renommée internationale et qui attire de très nombreux touristes.

## Lieux et monuments

### Patrimoine religieux
La commune possède trois églises, une chapelle et quatre oratoires :
- L’église Saint-Ferréol, attestée depuis le XIe siècle, restaurée aux XVe, XVIe et XIXe siècles. Entourée par le cimetière communal, elle se trouve en contrebas du village.
- L’église Sainte-Anne, construite au cœur du village à la fin du XIXe siècle.
- L’église Notre-Dame-des-Neiges, construite en 1969 dans la station de l’Alpe d’Huez.
- La chapelle Saint-Antoine, construite en 1767 à l’écart de l'église Saint-Ferréol.

Quelques photos de monuments religieux de la commue d'Huez
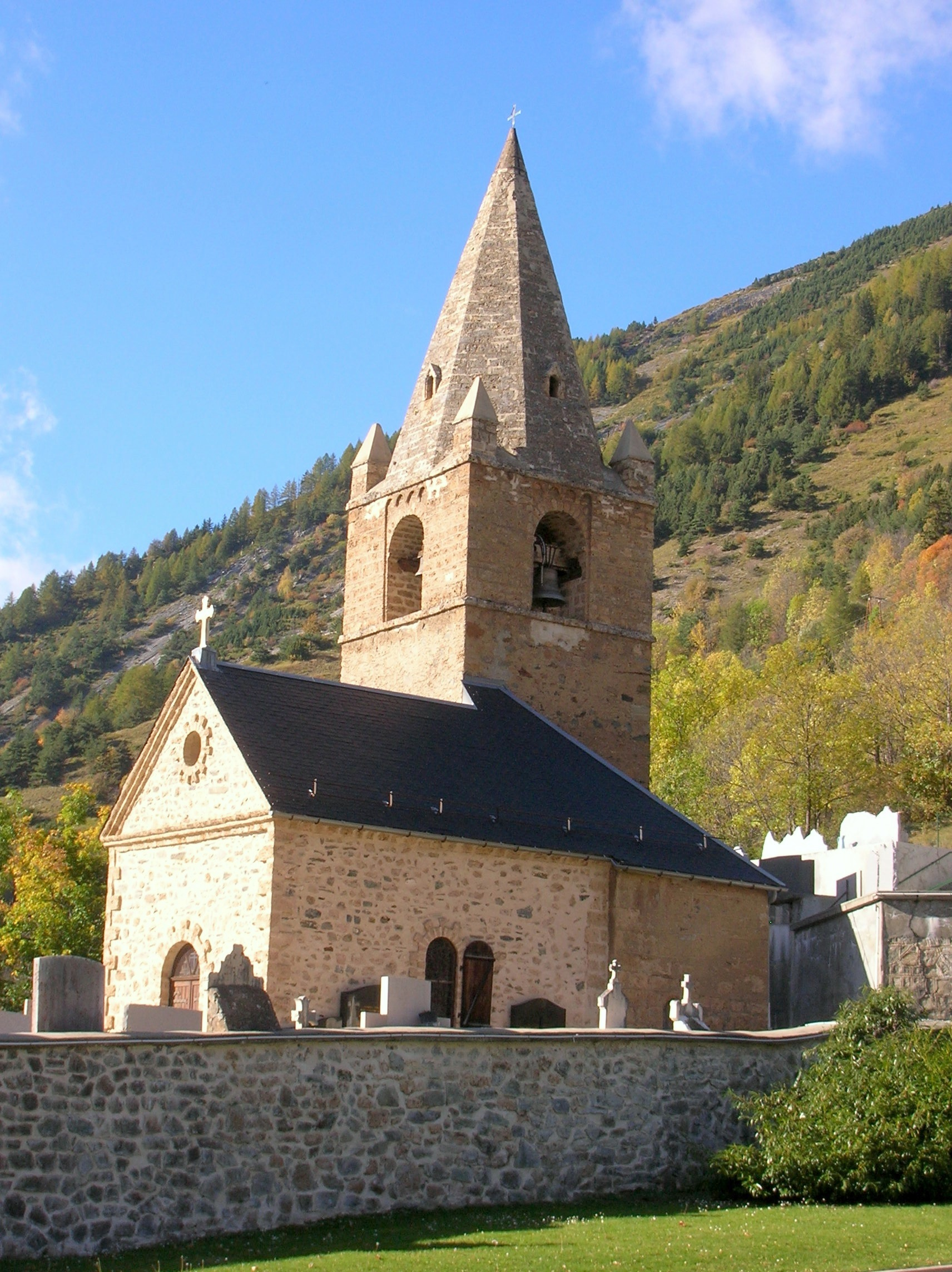
l'église Saint Ferréol
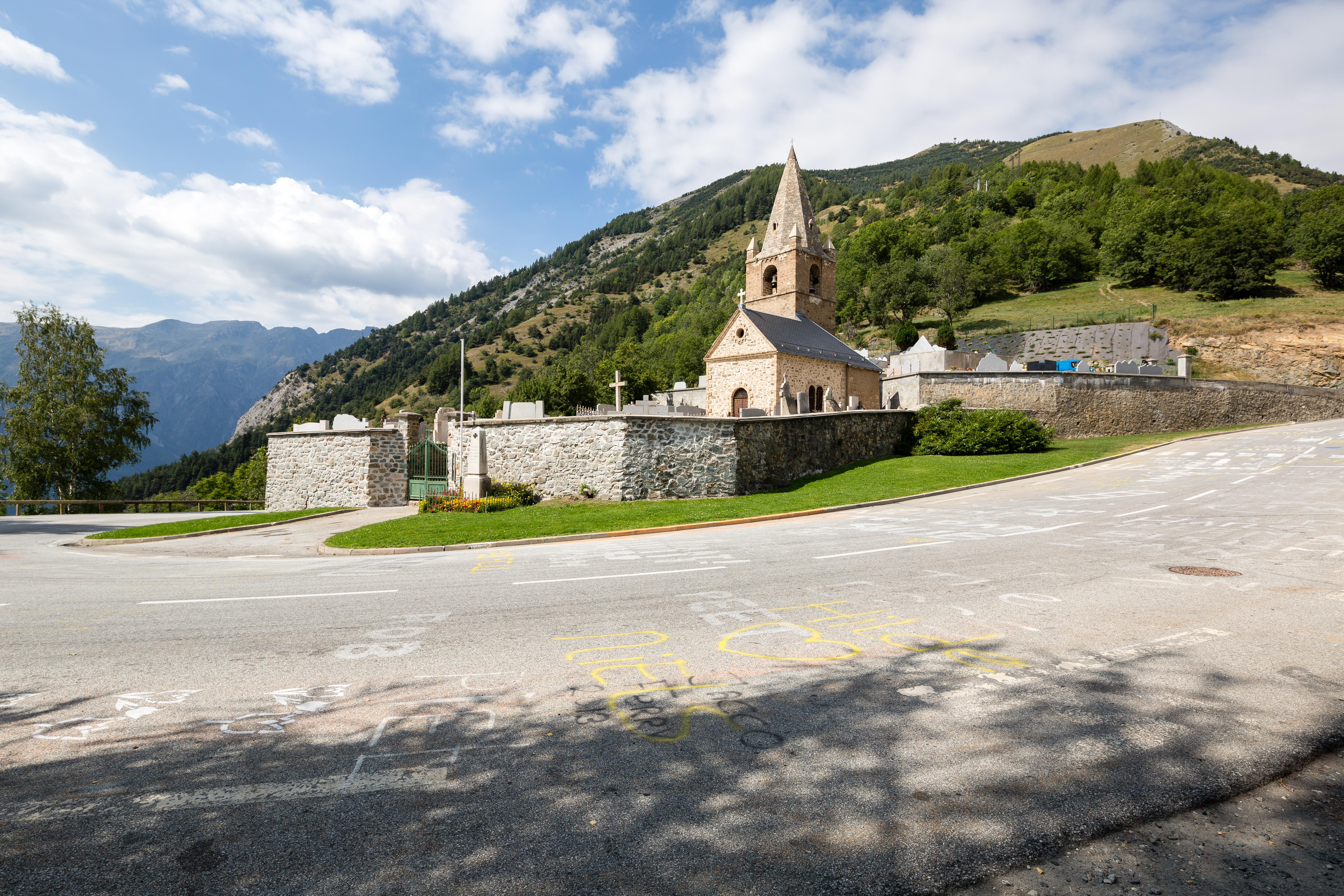
L'église Saint-Ferréol, en contrebas du village.
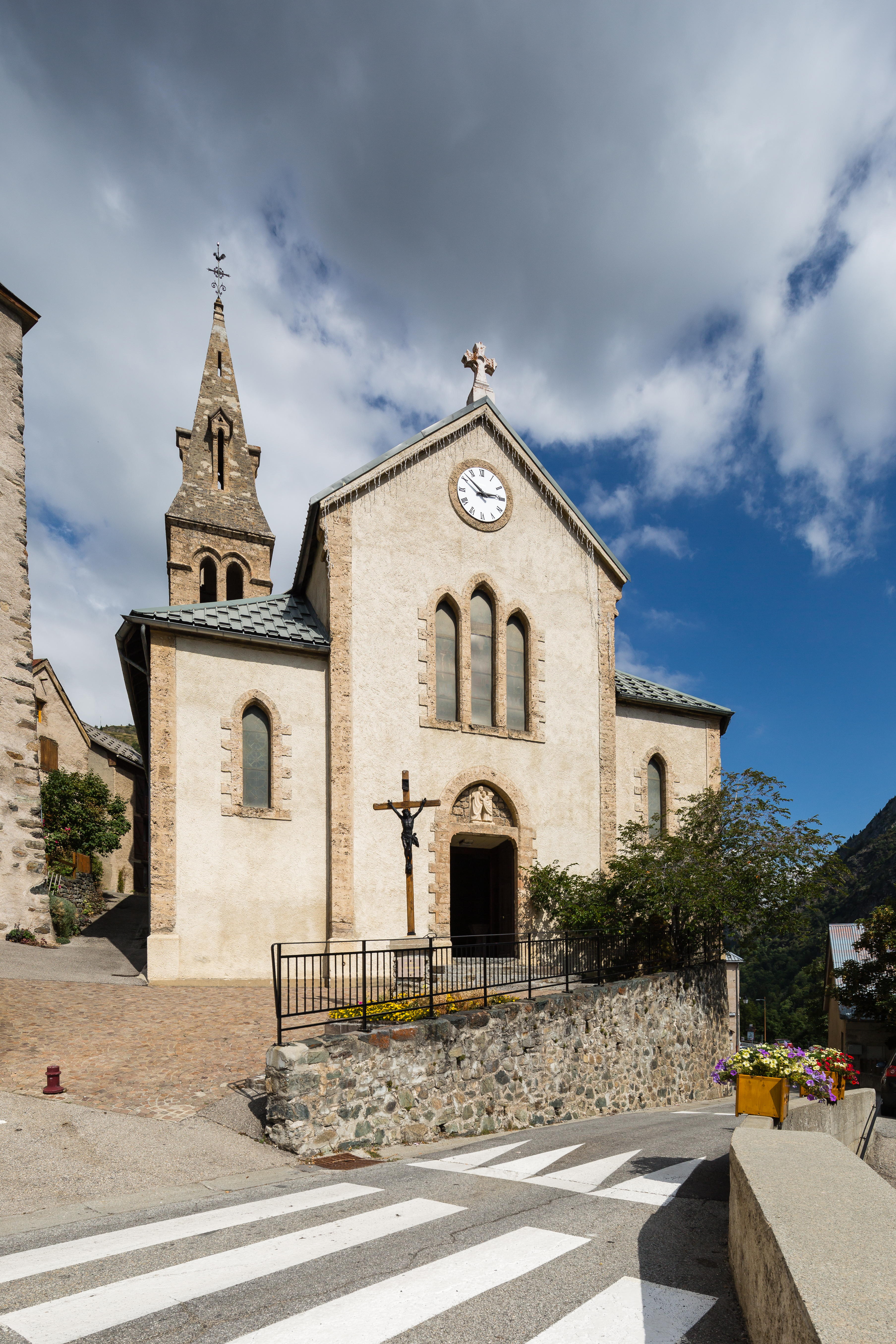
L'église Sainte-Anne, au cœur du village.
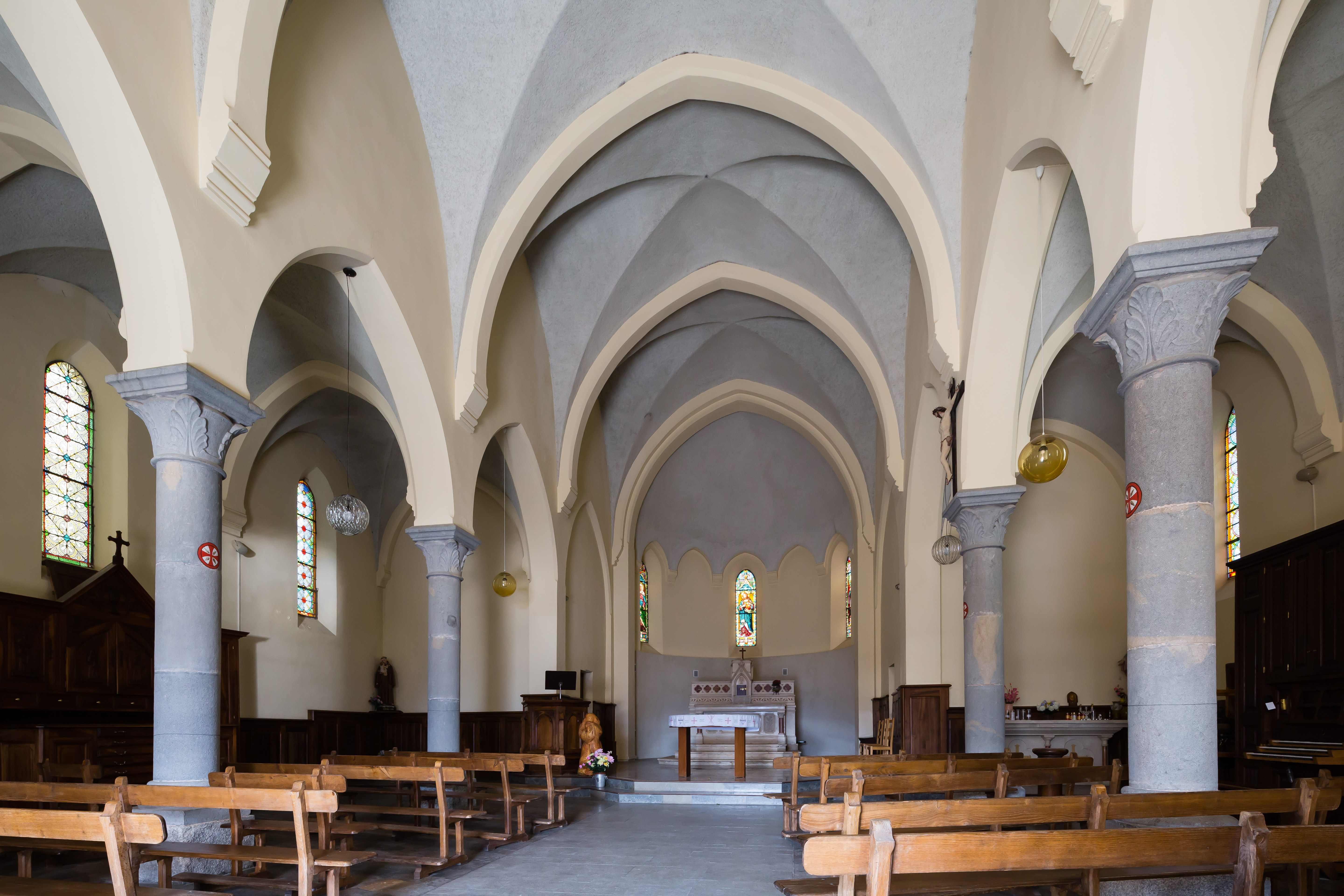
Intérieur de l'église Sainte-Anne
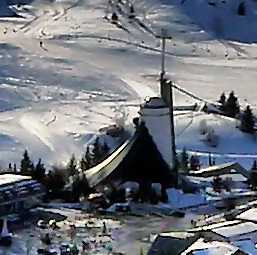
Notre-Dame des neiges
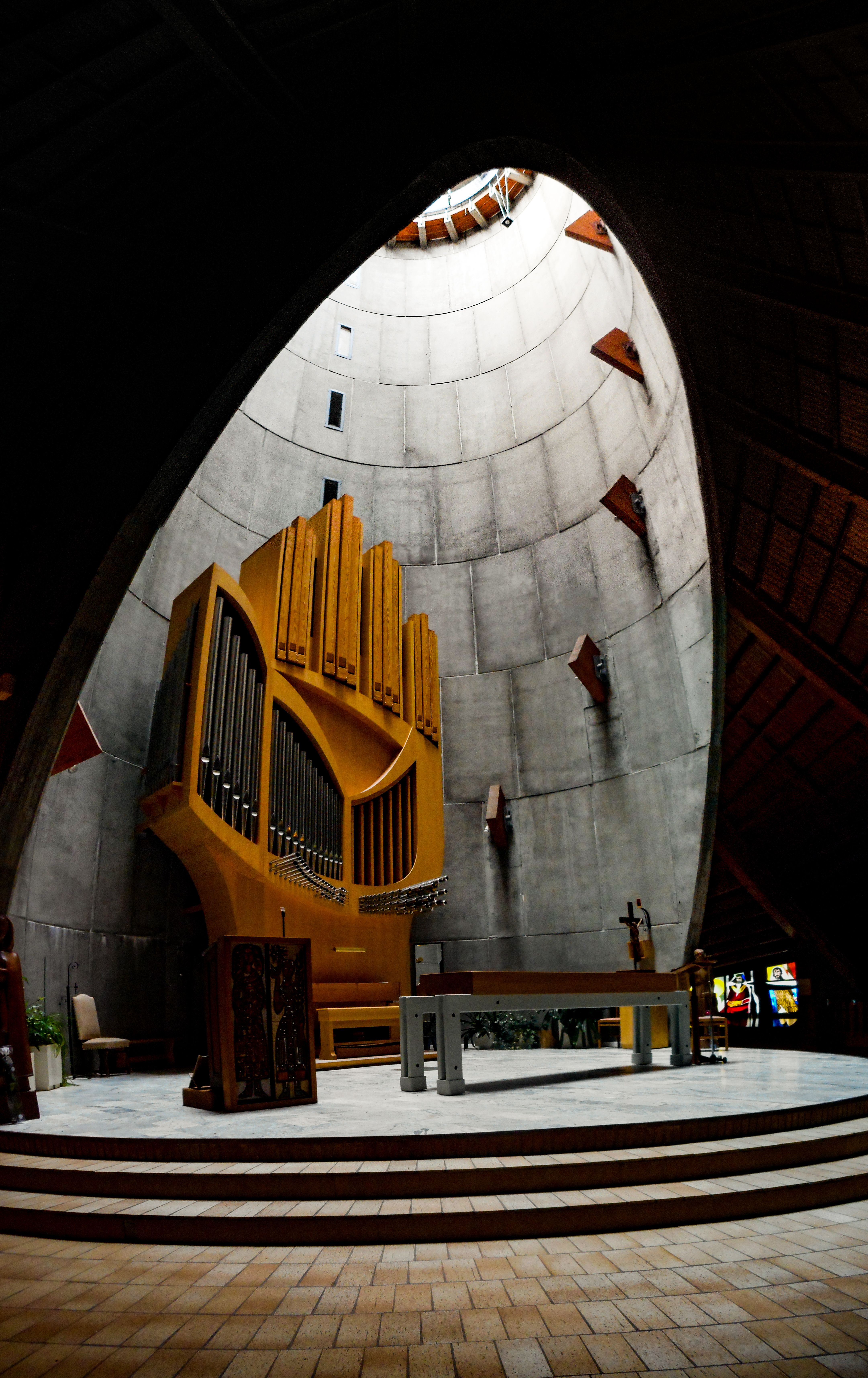
Intérieur de Notre-Dame des Neiges

### Patrimoine civil

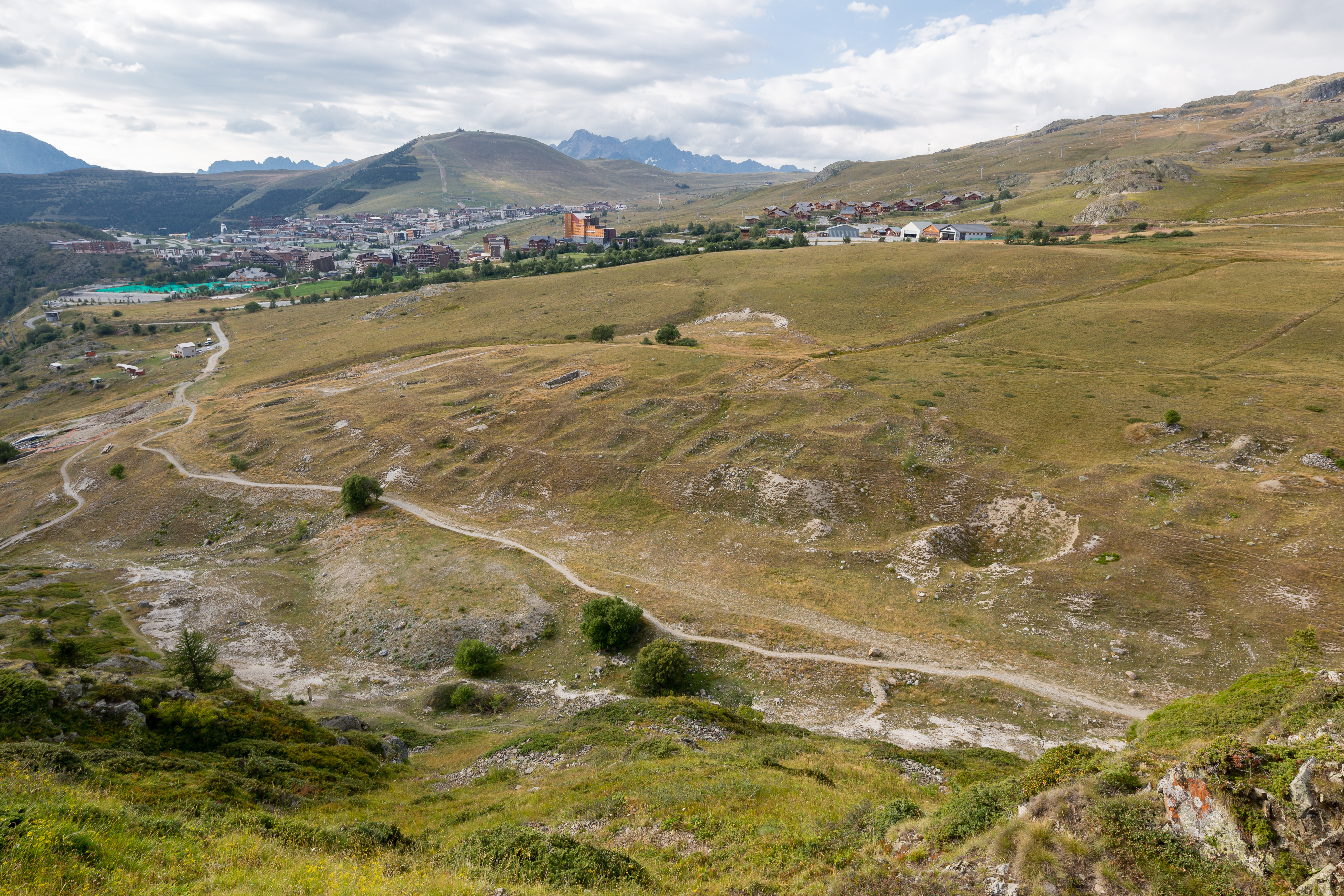
Le site archéologique de Brandes.

- le site archéologique de Brandes, fut le plus haut village médiéval d'Europe (XIIe – XIVe siècle). Ce village minier est classé au titre des monuments historiques par arrêté du 6 août 1995[34] qui comprend également le donjon delphinal de Brandes, du XIIe ou XIIIe siècle[35].
- le site minier de l'Herpie

il s'agit d'un ensemble minier d'extraction d'anthracite situé au-dessus de la station de ski de l'Alpe d'Huez (Isère) et fermée en 1951 à la suite d'une avalanche meurtrière ayant entrainé la mort de douze ouvriers.

### Patrimoine naturel

#### Le domaine montagnard
La commune compte sur son territoire de nombreux sommets appartenant au massif des Grandes Rousses, dont le pic de l'Herpie à 3 012 m, le point culminant de la commune (3 081 m) étant situé entre ce sommet et le pic Blanc, plus au nord (ce dernier étant accessible par téléphérique depuis la station).

#### La grotte Théophile
La grotte Théophile, située à l'altitude de 2 240 mètres, s'est développée dans une bande calcaire dolomitisée du trias de 20 à 30 mètres d'épaisseur, intercalée dans des roches métamorphiques. Le creusement est d'origine glaciaire.

#### Espaces verts et fleurissement
En mars 2017, la commune confirme son classement « deux fleurs » au concours des villes et villages fleuris, ce label récompense le fleurissement de la commune au titre de l'année 2016.

### Personnalités liées à la commune
- Justin Arnol (1905-1943), homme politique

### Héraldique
| Blason de Huez | Blason  | D’argent mantelé d’azur au soleil mi-parti d’or non figuré à dextre et d’azur figuré à senestre, rayonnant aussi d’or au canton dextre, au comble cousu de gueules chargé de l’inscription « alpe d’huez » en lettres capitales d’or. |
| Blason de Huez | Détails | Le statut officiel du blason reste à déterminer. |
| Blason de Huez | Alias   | D’azur à la montagne d’argent accompagné d’un soleil d’or au canton dextre du chef. |